# A.S.D. Casciana Pelli Sport
Associazione Sportiva Dilettantistica Casciana Pelli Sport hay đơn giản là Casciana Pelli là một câu lạc bộ bóng đá Ý, có trụ sở tại Casciana Terme, Tuscany.

## Lịch sử

### Mobilieri Ponsacco
Nguồn gốc của đội quay trở lại năm 1920 khi Mobilieri Ponsacco cũ được thành lập tại Ponsacco.
Câu lạc bộ cũng được hưởng một chuỗi thi đấu ở giải chuyên nghiệp trong mùa 1946-47 và 1947-48 và từ mùa 1989-90 đến 1996-97.
Cựu cầu thủ đáng chú ý nhất là Daniele Balli.

#### FC Ponsacco 1920
Vào mùa hè năm 2011, sau khi chuyển đến Santa Croce sull'Arno, câu lạc bộ đã được giới thiệu lại khi SSD FC Ponsacco 1920 khởi động lại từ Terza Cargetoria Pisa.

### Từ 2011 đến 2013
ASD Pelli Santacroce Sport được thành lập năm 2011 tại Santa Croce sull'Arno sau khi sáp nhập ASD Mobilieri Ponsacco Calcio (chơi ở Serie D) và Giovanile Staffoli.
Trong mùa 2011-12, đội đã xuống hạng Eccellenza.
Vào mùa hè 2012, đội chuyển đến Casciana Terme và được đổi tên thành ASD Casciana Pelli Sport. Trong mùa giải 2012-13, đội đã xuống hạng Promozione Toscana và giải thể.

## Màu sắc và huy hiệu
Màu của đội là đỏ và xanh